# Maria Espinalt i Font
Maria Rosa Espinalt i Font (Barcelona, 29 de juliol de 1910 - Barcelona, 25 de juny de 1981) fou una soprano catalana considerada una primera figura de l'escena estatal.

## Biografia
Fou filla de Teodor Espinalt i Prat i de Mercè Font i Dantí. Amb dos anys, amb la seva família va anar a viure al barri del Poblenou on Maria estudià amb les franciscanes de la Rambla i cant amb el professor Mariano Beut Martínez. Es formà amb els professors Pepita Gibert i Ramon Gorgé.
Debutà el 1927 al Teatre Victòria (Barcelona) amb Cançó d'amor i de guerra. L'any 1931 va actuar al Gran Teatre del Liceu interpretant Rigoletto acompanyada d'Hipòlit Lázaro. Durant més de deu temporades actuaria al teatre barceloní. L'any 1932 actuaria a Madrid, amb Marina i El barber de Sevilla, i també a diferents capitals de la resta d'Espanya. Va crear la seva pròpia companyia durant la postguerra. El 1947 actuà a Itàlia i a moltes ciutats d'Europa. Conreà el lied i enregistrà discs de cançons catalanes i de sarsuela.
El 1935 es va casar amb Josep Maria Coll i Rovira –que va morir afusellat el 10 de desembre de 1938–, amb qui va tenir el seu únic fill, Josep Maria. El 1943 es va casar amb Constantí Carrerra i Miragaya.
Es va retirar el 1956 i les seves últimes actuacions, benèfiques, van ser al Centre Moral i Cultural del Poblenou, cap al 1958. El govern de la República la va guardonar amb el Lazo de la Orden de Isabel la Católica. Maria Espinalt va tenir una llarga relació amb Santpedor on tenia una casa residencial i lligams familiars i afectius, i on es retirà quan va deixar de cantar, per la qual cosa fou considerada una santpedorenca adoptiva.

## Llegat i memòria
El Centre de Documentació i Museu de les Arts Escèniques conserva part de la indumentària de la soprano catalana.
Al barri del Poblenou de Barcelona, on visqué i estudià de petita, hi ha un institut d'ensenyament secundari que porta el seu nom. Com també una plaça d'aquest districte i un carrer de Santpedor.